# Саут-Ферри (Нью-Йоркское метро)
|   |
| 5 |
|   |
|   |

|   |
| 5 |
|   |
|   |

Саут-Ферри (англ. South Ferry loops) — станция Нью-Йоркского метро, расположенная на линиях Лексингтон-авеню и Бродвея и Седьмой авеню. Она представлена двумя боковыми платформами, в виде полукругов, и двумя путями в виде двух односторонних колец. С 13 февраля 1977 года закрыта внутренняя платформа, а с 16 марта 2009 года станция была закрыта полностью. Станция была построена компанией Interborough Rapid Transit Company (IRT) и стала самой южной в Манхэттене. Между двумя платформами не было бесплатного перехода, причём каждая платформа обслуживала свою линию (внешняя — IRT Broadway — Seventh Avenue Line, а внутренняя — IRT Lexington Avenue Line), поэтому формально станция считалась не одной, а двумя. Название South Ferry loops стало использоваться после её закрытия, чтобы отличить её от новой станции Саут-Ферри, построенной взамен неё.
Поскольку новая станция пострадала из-за урагана «Сэнди» 29 октября 2012 года и была закрыта на долгосрочный ремонт, — внешнее кольцо старой станции было с 4 апреля 2013 года по 27 июня 2017 года временно возвращено в строй, причём построен переход с этой станции на тот пересадочный узел, в который входит новая станция.

## Внешняя платформа
10 июля 1905 года при продлении первой очереди Interborough Rapid Transit Company была открыта внешняя кольцевая платформа станции South Ferry loops. Тогда же были построены и внутренние пути, но они использовались лишь для отстоя составов. Так продолжалось до 1 июля 1918 года, когда была открыта внутренняя платформа для поездов линии Лексингтон-авеню. Услуги линии Бродвея и Седьмой авеню закончились 16 марта 2009 года, одновременно с открытием новой станции Саут-Ферри. Новая станция, находящаяся под старой, имеет преимущество перед ней: с неё стал возможен бесплатный переход на станцию Уайтхолл-стрит — Саут-Ферри (линия Бродвея, Би-эм-ти), к поездам N и R. (При повторном открытии старой станции в 2013 году переход на линию Бродвея был организован и с неё.)

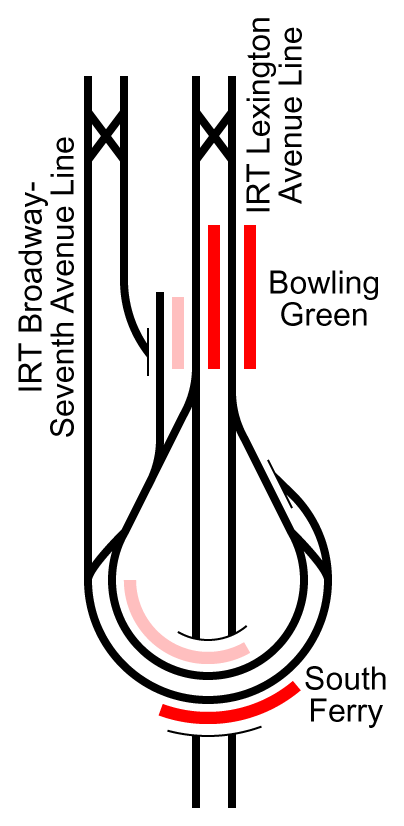
Схема путей станции (закрытые платформы нарисованы розовым)

Внешняя платформа могла вместить лишь первые 5 вагонов 10-вагонного состава, поэтому из следующих 5 вагонов люди не могли войти или выйти. Из-за слишком большой кривизны путей образовывался разрыв между платформой и вагоном; для его ликвидации использовались специальные выдвижные мостики, такие же как на станциях 14-я улица — Юнион-сквер и Таймс-сквер. Кроме того, резкая кривизна путей сильно замедляла скорость поездов и создавала сильный скрежет и шум на станции. Новая платформа была построена для всех 10 вагонов и в гораздо менее сильной кривой. MTA утверждает, что новая платформа экономит 6 минут времени пассажиров. Через новую станцию могут проходить 24 поезда в час, вместо 16-17 поездов на старой платформе.
Единственный выход со старой станции был в здании паромного терминала Статен-Айленд Ферри и не был доступен для инвалидов, в отличие от новой станции, которая полностью для них доступна.

## Внутренняя платформа
Внутренняя платформа станции South Ferry loops была открыта для пассажиров линии IRT Lexington Avenue Line 1 июля 1918 года, когда остановка этой линии была перенесена с внешнего кольца. Эта платформа расположена в кривой меньшего радиуса, чем внешняя, и на ней открывались только центральные двери вагонов в специальных арочных проёмах в стене, построенной между платформой и путями.
В конце 1950-х годов на линиях Ай-ар-ти стали использовать вагоны типа R, в которых не могли открываться только центральные двери. И тогда поезда маршрутов 5, который останавливался на станции по вечерам и выходным дням, и 6, который останавливался здесь только поздней ночью, стали снова прибывать к внешней платформе. Но челнок Bowling Green — South Ferry, который работал по будням и поздней ночью, продолжал использовать внутреннее кольцо и западную платформу станции Bowling Green до 13 февраля 1977 года, когда платформа была закрыта и поезда линии Lexington Avenue перестали останавливаться на станции. Специально для челнока были модифицированы вагоны R12. Эти вагоны имели два режима открытия дверей: только крайние двери или только центральные двери и использовались с начала 1960-х до 1977 года.
Внутренние пути в настоящее время используются для оборота поездов 5, для которых станция Bowling Green становится конечной по выходным и по вечерам.

## Галерея

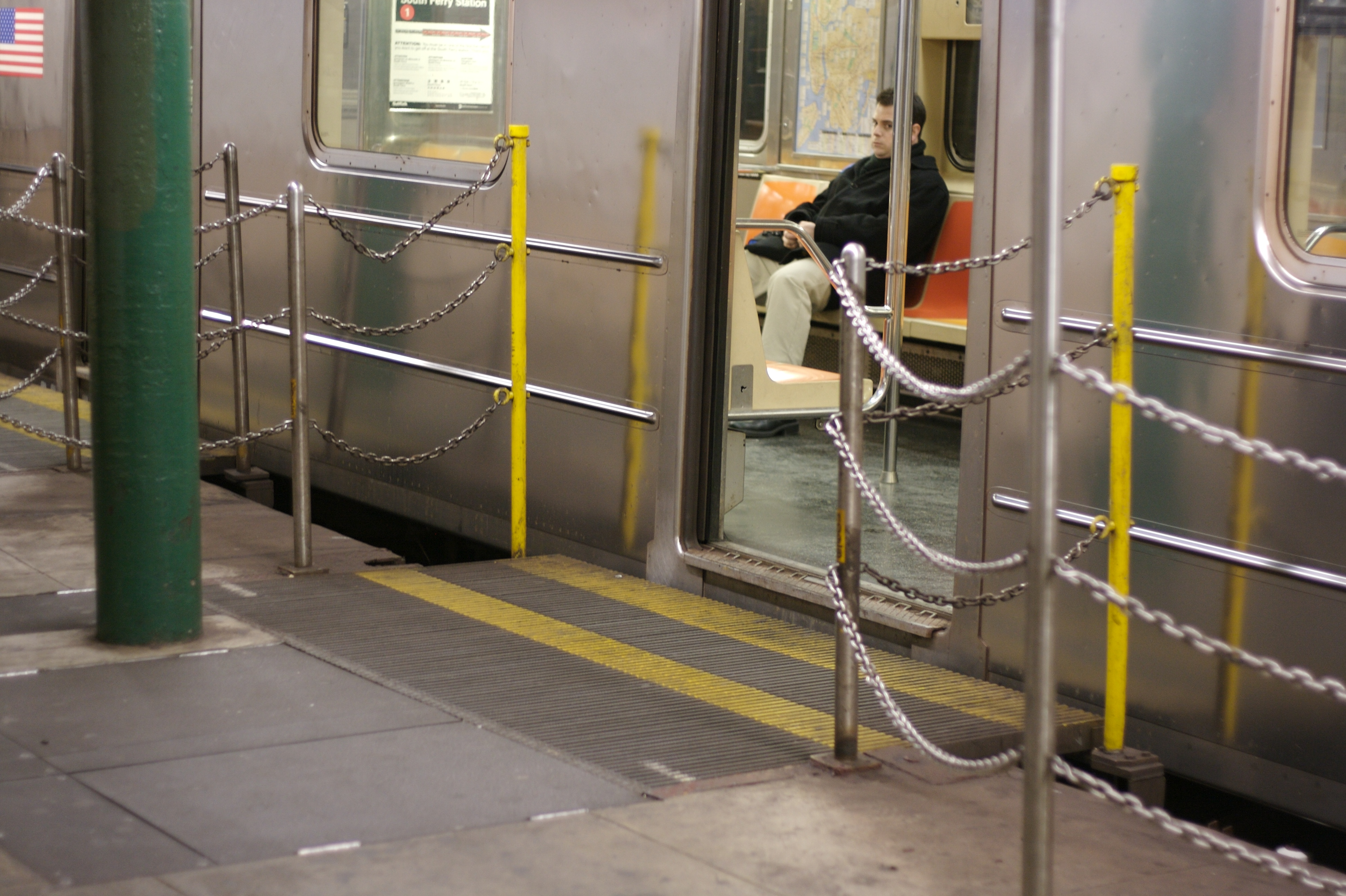
Выдвижные мостики на станции
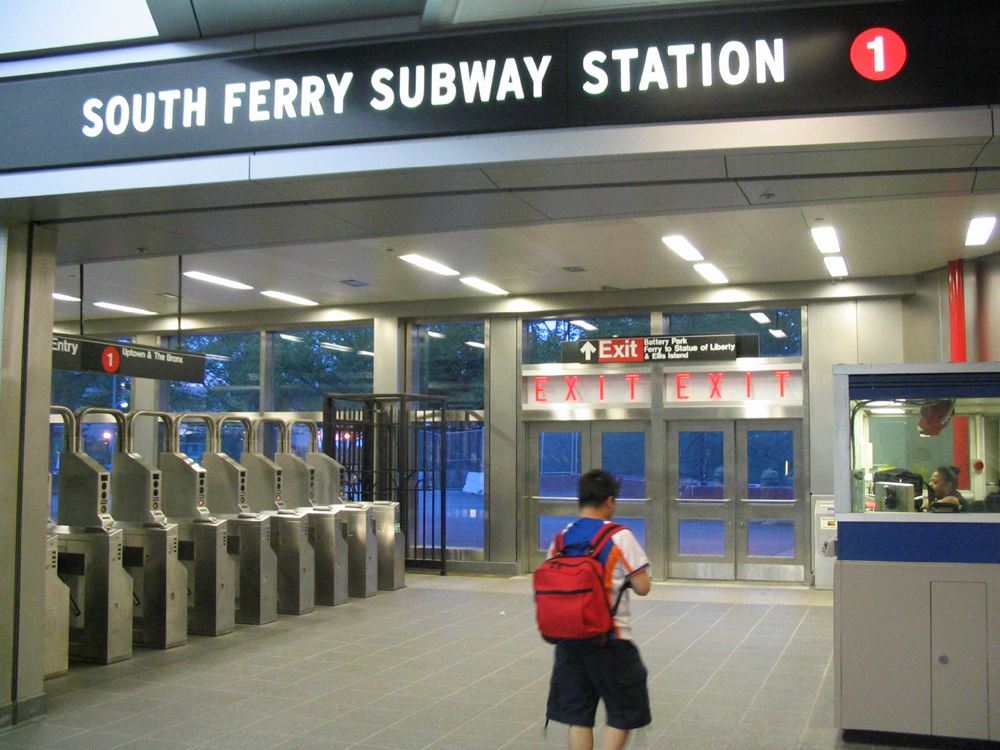
Недавно отремонтированный выход в здании Статен-Айленд Ферри. Май 2005 года
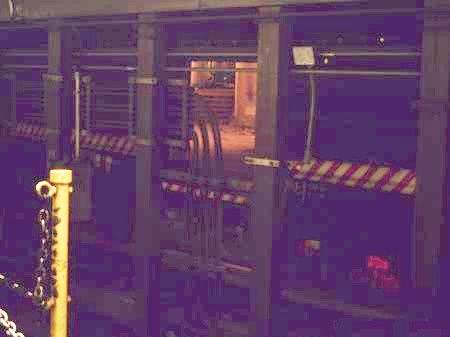
Закрытая внутренняя платформа. Вид с внешней платформы
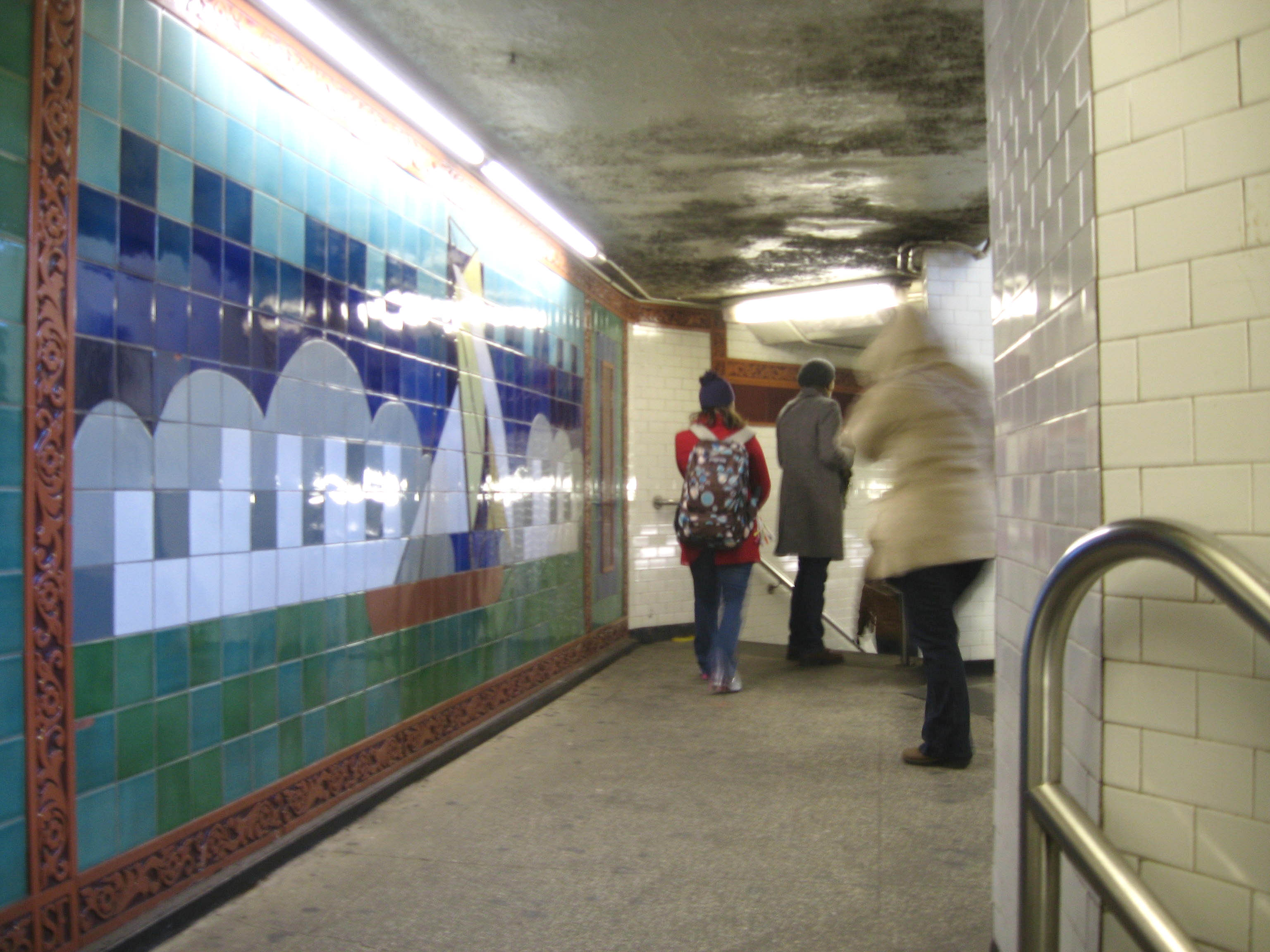
Мезонин
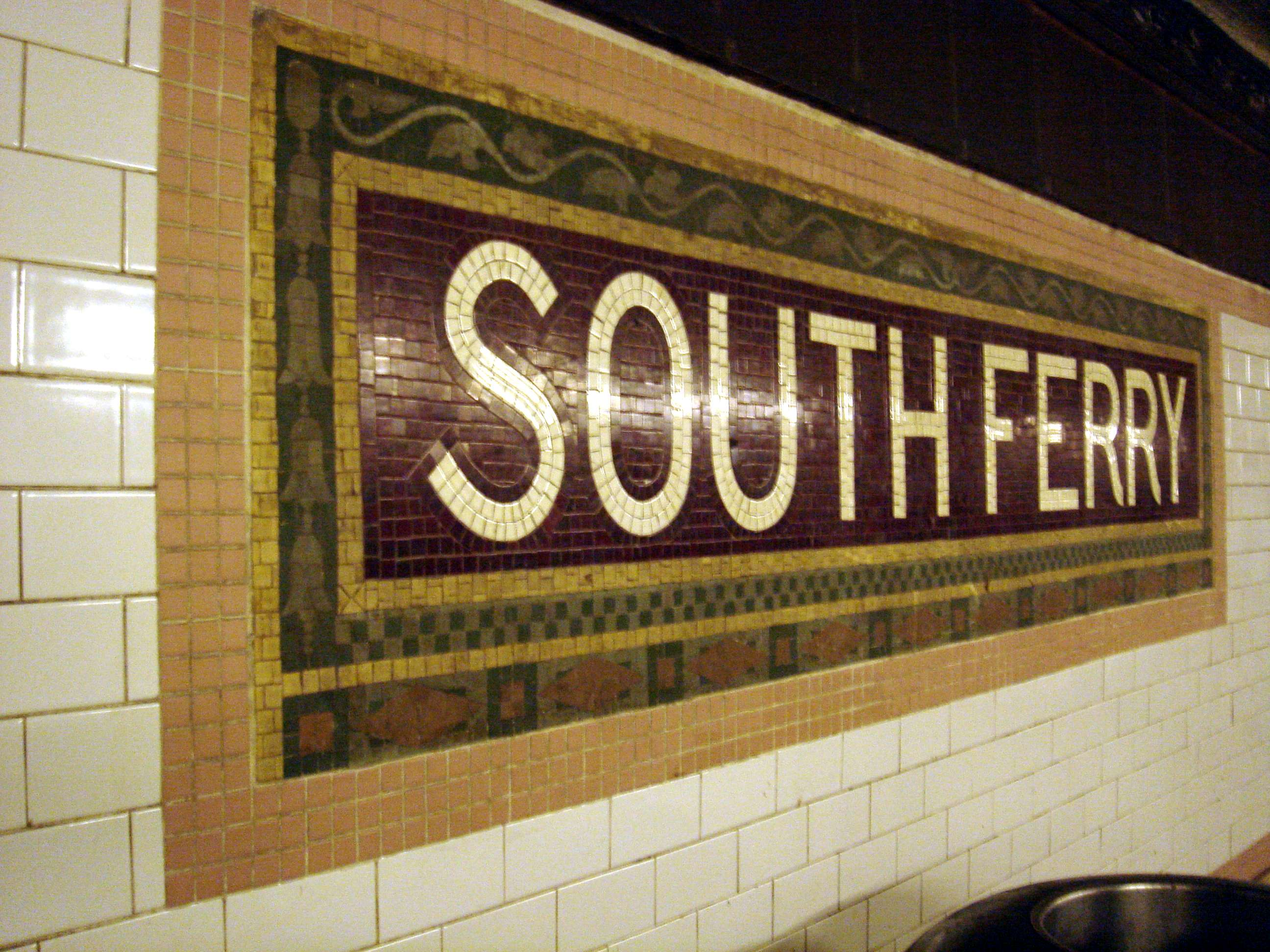
Мозаичное название станции
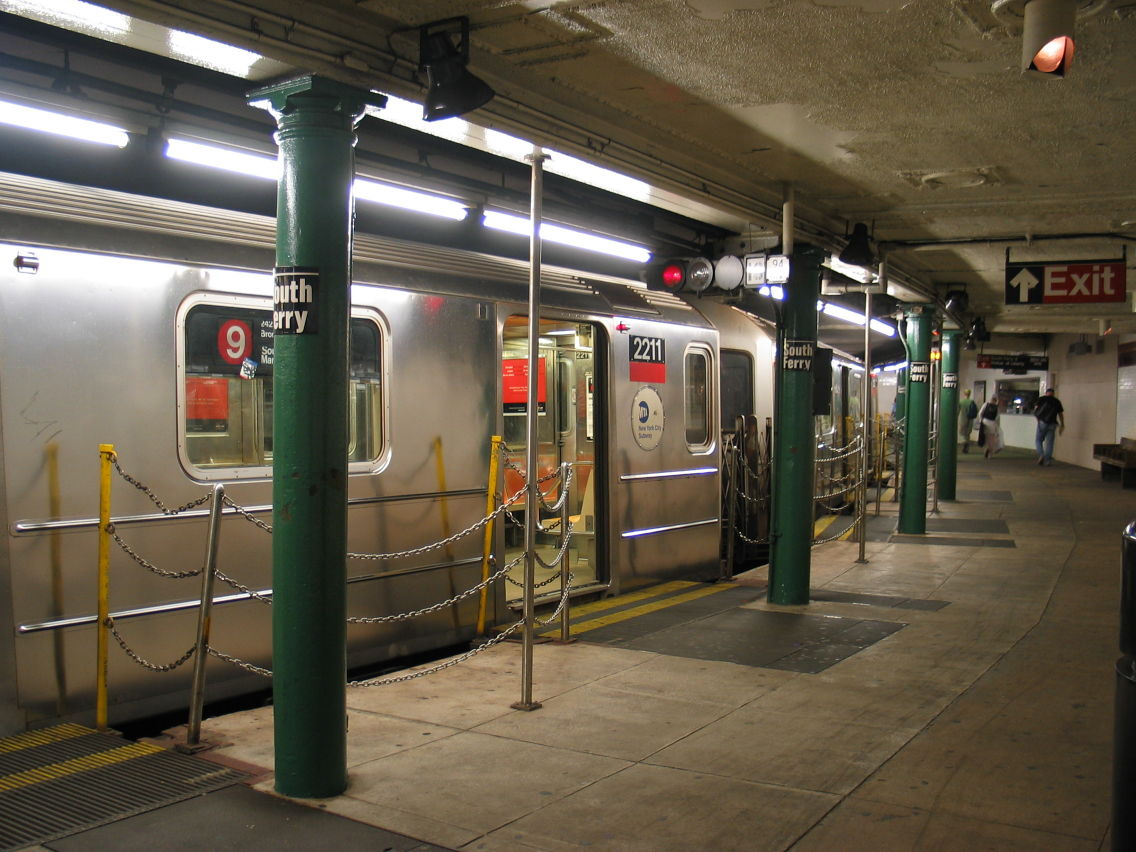
Внешняя кольцевая платформа станции в 2004 году, обслуживаемая поездом 9
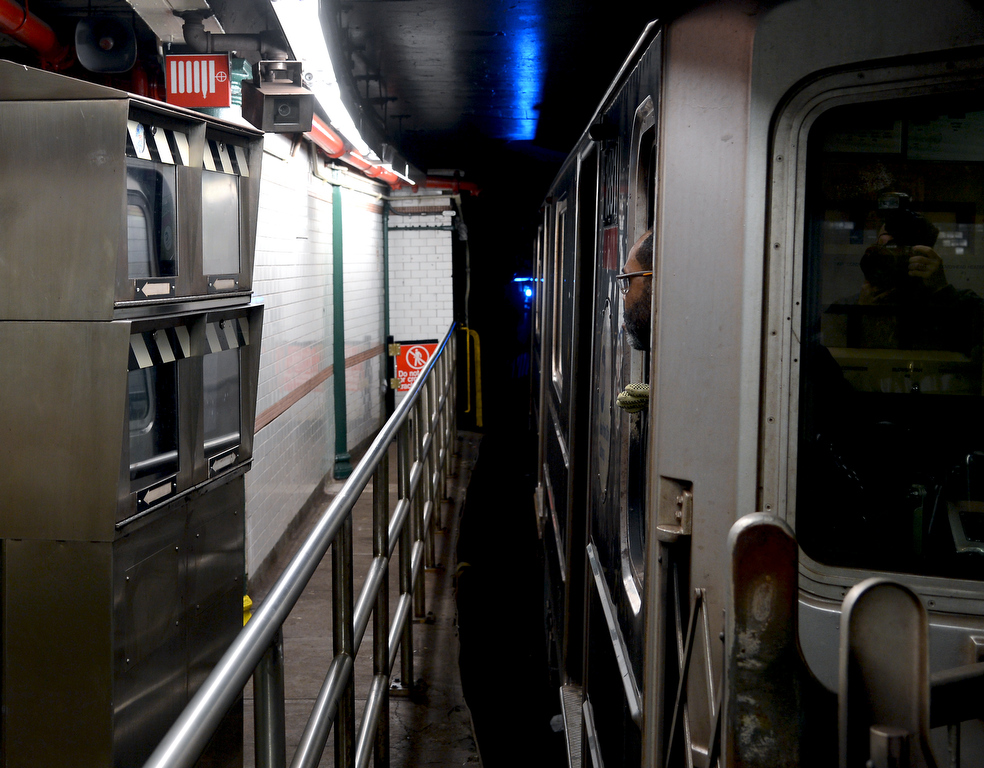
Кондуктор наблюдает за всей длиной поезда на кривой платформе через мониторы
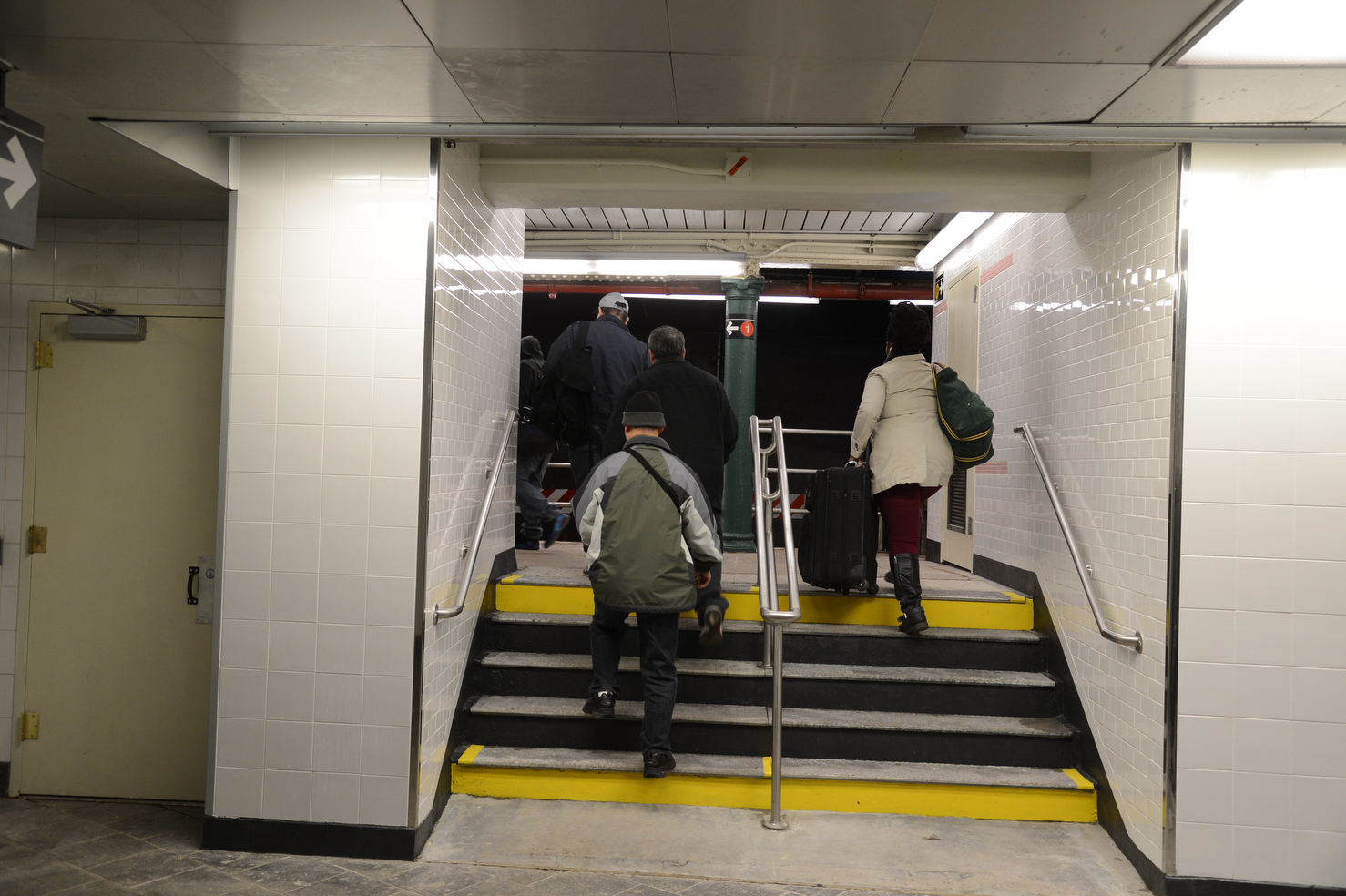
Новый переход между станциями маршрутов 1 и R